# Kennedy Compound
Le Kennedy Compound est un complexe de trois maisons construites sur un terrain de 2,4 hectares, situé au Cap Cod sur le bord de l'océan Atlantique à Hyannis Port (en) dans le Massachusetts (États-Unis). Il appartenait à l'homme politique Joseph Kennedy, sa femme Rose et à leurs enfants John et Bobby. Leur plus jeune fils, Ted, y vit entre 1982 et 2009, date de son décès ; le complexe appartient désormais au fils aîné de Ted, Edward Moore Kennedy Jr..

## Histoire
En 1926, Joseph P. Kennedy loue un cottage d'été au 28 Marchant Avenue à Hyannis port. Deux ans plus tard, il achète le bâtiment, qui avait été construit en 1904, l'agrandit et le rénove pour répondre aux besoins de sa famille. Dans et autour de cette maison, leurs neuf enfants ont passé leurs étés.
En 1956, John F. Kennedy achète une maison plus petite, au 111 Irving Avenue, non loin de la maison de son père. Il y travaille durant sa campagne présidentielle de 1960 et en fait sa résidence d'été présidentielle jusqu'à son assassinat, en 1963. 
En 1959, Ted acquiert la résidence du 28 Marchand Avenue, à côté des deux autres, puis la vend à son frère Robert et à son épouse Ethel en 1961.
Ted s'installa dans la maison de son père en 1982 et y vécut jusqu'à sa mort en 2009.
En 2012, la maison principale est léguée à l'Edward M. Kennedy Institute for the United States Senate, qui envisage de l'ouvrir au public.

## Sources
- (en) Cet article est partiellement ou en totalité issu de l’article de Wikipédia en anglais intitulé « Kennedy Compound » (voir la liste des auteurs).